# Gorse Hill City Farm
Gorse Hill City Farm – gospodarstwo rolno-hodowlane w mieście Leicester w Wielkiej Brytanii.
Gospodarstwo położone przy ul. Anstey Line w północno-zachodniej części miasta.
W Gorse Hill City Farm hodowane są zwierzęta gospodarstwa domowego m.in.: owce, króliki, kozy, świnie, krowy, kury, kaczki, indyki.
Miejsce to jest w szczególności przeznaczone dla edukacji szkolnej. Gorse Hill City Farm jest najczęściej odwiedzane przez mieszkańców w czasie wolnym od pracy.